# Грануліт
Грануліт, Ґрануліт — метаморфічна гірська порода ґнейсоподібної текстури, що сформувалася в умовах високих температур (понад 700 °C) і тиску (6-10х108 Па).
Мінеральний склад ґрануліту: кварц, плагіоклаз, лужний польовий шпат, а також вкраплення біотиту, ґранату, кордієриту, силіманіту, гіперстену тощо.
Структура ґранулітова, ґранобластова, текстура ґнейсова.
Використовується як будівельний камінь.